# Pierre Bretonneau
Pierre-Fidèle Bretonneau (Saint-Georges-sur-Cher, 3 aprile 1778 – Passy, 18 febbraio 1862) è stato un medico francese. Fu professore e primario presso l'hôpital de Tours.

## Biografia
Suo padre Pierre (1741-1811) era un chirurgo. Studiò con lo zio, vicario a Chenonceaux (Indre e Loira) insieme con altri bambini del Castello di Chenonceau. La signora Dupin, nonna di George Sand, finanziò gli studi di medicina del ragazzo a Parigi.
Sposò nel 1801 Marie-Thérèse Adam (1755-1836), di ventitré anni più anziana e lettrice di Madame Dupin, e si stabilì a Renaudière in Chenonceaux (attualmente un ristorante e albergo), residenza della moglie. Molto curioso e intelligente, aveva un laboratorio a sua disposizione e si occupò di giardinaggio e altri lavori manuali nel suo tempo libero.
Fu sindaco di Chenonceaux dal 1803 al 1807. Trascorse 15 anni a Chenonceaux acquisendo esperienza, scrisse la sua tesi di laurea in medicina nel 1815 e quindi divenne direttore medico presso l'ospedale di Tours che attualmente porta il suo nome. Continuò il suo studio sulle malattie dei suoi pazienti e fondò la scuola di medicina di Tours.
Bretonneau morì nel 1862 nella capitale francese e fu sepolto a Saint-Cyr-sur-Loire, vicino a Tours.

## Contributo alla medicina
Bretonneau fu uno dei pionieri della medicina moderna. Identificò infatti la febbre tifoide e la difterite. Tra suoi studenti ricordiamo Alfred-Armand-Louis-Marie Velpeau e Armand Trousseau. 
Eseguì con successo la prima tracheotomia nel 1825 e fu il primo a fare, nel 1826, una precisa distinzione tra la scarlattina e la difterite. Studiò in dettaglio le malattie e fu il primo ad intuire, nel 1855, che fossero causate da batteri. Tuttavia, non aveva la disponibilità di un microscopio e non fu quindi in grado di confermare la sua ipotesi. Scoprì inoltre che la stessa malattia può manifestarsi in modo diverso in pazienti diversi. Era l'inizio della "medicina scientifica", in cui l'attenta osservazione veniva utilizzata per trovare cure per le malattie e le soluzioni ai problemi.
A sottolineare l'importanza dei loro contributi alla medicina francese, oggi la facoltà di medicina di Tours è decorata con tre grandi medaglioni in bronzo raffiguranti Bretonneau, Velpeau e Trousseau. 
Il busto di Bretonneau è esposto anche presso il municipio di Saint-Georges-sur-Cher. 
Il Museo Grévin a Tours ha creato una rievocazione di una lezione di anatomia di Bretonneau, Velpeau e Trousseau.

## Pubblicazioni
- De l'utilité de la compression, et en particulier de l'efficacité du bandage de Théden dans les inflammations idiopathiques de la peau, thèse de médecine de Paris n° 3, 1815[2].
- Des inflammations spéciales du tissu muqueux, et en particulier de la diphtérite, Crevot, Paris, 1826[3].
- Médication curative de la fièvre intermittente, P. Dupont, Paris, 1845[4].